# Deutsch-Sowjetische Freundschaft (Mosaiksäule)

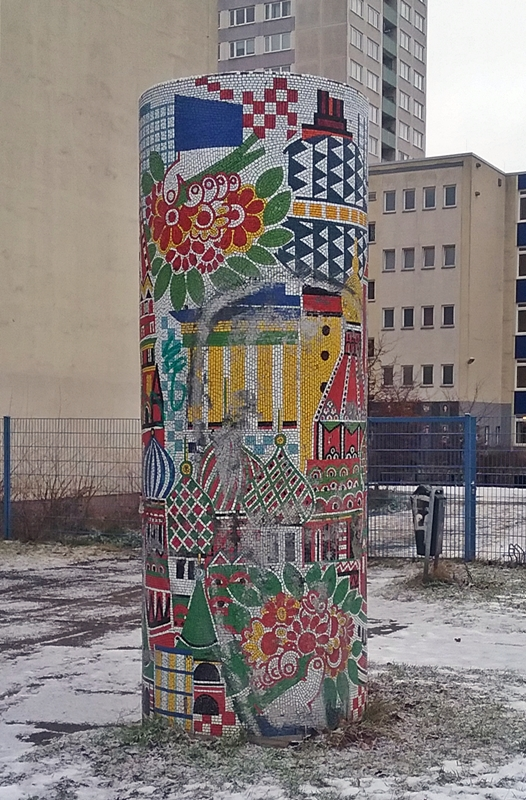
Deutsch-Sowjetische Freundschaft (Mosaiksäule)

Die Deutsch-Sowjetische Freundschaft ist eine runde Mosaiksäule im Berliner Ortsteil Marzahn des Bezirks Marzahn-Hellersdorf.

## Beschreibung
Die Mosaiksäule wurde am 18. November 1985 von Herbert Bergmann-Hannak in der Walter-Felsenstein-Straße 18 errichtet und ist 4,50 Meter hoch. Sie besteht aus Beton und Glasmosaik, das leichte Schäden hat. Das Mosaik kombiniert die Stadtmotive von Berlin und Moskau, die durch Blumensträuße freundschaftlich in Szene gesetzt werden. Außerdem soll sie an das Thema der Gesellschaft für Deutsch-Sowjetische Freundschaft erinnern. 